# Prefontaine Classic
Das Prefontaine Classic (kurz: PreClassic) ist ein Leichtathletik-Meeting, das jährlich im Hayward Field der University of Oregon in Eugene ausgetragen wird. Es zählt zu den bedeutendsten Leichtathletik-Veranstaltungen in den Vereinigten Staaten und gehört seit 2010 zur internationalen Wettkampfserie der Diamond League. Vor Gründung der Diamond League war es ein Teil der IAAF Grand Prix-Wettbewerbe.

## Geschichte
1973 wurde das Meeting als „Hayward Field Restoration Meet“ gegründet. Der Wettbewerb sollte dabei helfen, Geld für eine Erneuerung der Westtribüne des Stadions aufzubringen. 1975 erhielt der Wettbewerb den Namen „Bowerman Classic“, zu Ehren des Leichtathletik-Trainers der Universität, Bill Bowerman und wurde auf den 7. Juni des Jahres gelegt. Nach dem unerwarteten Tod des University of Oregon Alumni Mittel- und Langstreckenläufers Steve Prefontaine am 30. Mai des Jahres in einem Autounfall, wurde der Name am 1. Juni, 6 Tage vor der Veranstaltung, in das heutige Pre Classic geändert.
Seit 1978 wird das Pre Classic von Nike gesponsert.
2019 fand das Prefontaine Classic im Stadion Cobb Track and Angell Field der Stanford University in Stanford statt, da sich das Hayward Field in Eugene bereits für die U.S. Olympic Trials 2020 und die Leichtathletik-Weltmeisterschaften 2021 im Umbau befand.

## Rekorde

### Weltrekorde
Bis heute sind im Prefontaine Classic vier Weltrekorde aufgestellt worden:
| Jahr | Art      | Rekord     | Athlet             | Herkunft           | Nachweis      |
| ---- | -------- | ---------- | ------------------ | ------------------ | ------------- |
| 2011 | 30.000 m | 1:26:47.4  | Moses Mosop        | Kenia              | [ 11 ] [ 12 ] |
| 2011 | 25.000 m | 1:12:25.4+ | Moses Mosop        | Kenia              | [ 11 ] [ 12 ] |
| 1982 | 5000 m   | 15:08.26   | Mary Decker Slaney | Vereinigte Staaten | [ 13 ]        |
| 1975 | 200 m    | 19.92      | Donald Quarrie     | Jamaika            | [ 13 ]        |

### Andere Rekorde

#### Alan Webb
2001 lief Alan Webb im Wettbewerb eine Meile in 3:53,43 min. Damit brach er den seit 36 Jahren von Jim Ryun gehaltenen High-School-Rekord, den er seitdem immer noch hält.

#### Maria Mutola
Maria de Lurdes Mutola gewann ohne Unterbrechung alle 16 800-Meter-Läufe der Frauen in den Jahren 1993–2008.

## Wettkampfbestleistungen

### Männer
| Art              | Rekord                 | Athlet             | Herkunft           | Datum              | Nachweis      | Video |
| ---------------- | ---------------------- | ------------------ | ------------------ | ------------------ | ------------- | ----- |
| 100 m            | 9,80 (+1,3 m/s)        | Steve Mullings     | Jamaika            | 4. Juni 2011       | [ 16 ] [ 17 ] |       |
| 200 m            | 19,52 (+1,5 m/s)       | Noah Lyles         | Vereinigte Staaten | 21. August 2021    |               |       |
| 400 m            | 43,60 DLR              | Michael Norman     | Vereinigte Staaten | 28. Mai 2022       |               |       |
| 800 m            | 1:42,80                | Emmanuel Wanyonyi  | Kenia              | 17. September 2023 |               |       |
| 1000 m           | 2:13,62                | Abubaker Kaki      | Sudan              | 3. Juli 2010       |               |       |
| 1500 m           | 3:28,76                | Jakob Ingebrigtsen | Norwegen           | 16. September 2023 |               |       |
| 1 Meile          | 3:43,73 DLR            | Jakob Ingebrigtsen | Norwegen           | 16. September 2023 |               |       |
| 3000 m           | 7:23,36 DLR            | Jakob Ingebrigtsen | Norwegen           | 17. September 2023 |               |       |
| 2 Meilen         | 8:03,50                | Craig Mottram      | Australien         | 20. Juni 2007      |               |       |
| 5000 m           | 12:50,05               | Berihu Aregawi     | Äthiopien          | 28. Mai 2022       |               |       |
| 10.000 m         | 26:25,97               | Kenenisa Bekele    | Äthiopien          | 8. Juni 2008       |               |       |
| 25.000 m         | 1:12:25,4+             | Moses Mosop        | Kenia              | 3. Juni 2011       | [ 11 ] [ 12 ] |       |
| 30.000 m         | 1:26:47,4              | Moses Mosop        | Kenia              | 3. Juni 2011       | [ 11 ] [ 12 ] |       |
| 110 m Hürden     | 12,90 (+1,6 m/s)       | David Oliver       | Vereinigte Staaten | 3. Juli 2010       |               |       |
| 400 m Hürden     | 46,39 DLR              | Rai Benjamin       | Vereinigte Staaten | 16. September 2023 |               |       |
| 3000 m Hindernis | 8:03,59                | Conseslus Kipruto  | Kenia              | 1. Juni 2013       | [ 18 ]        |       |
| Hochsprung       | 2,40 m                 | Mutaz Essa Barshim | Katar              | 1. Juni 2013       | [ 19 ]        |       |
| Stabhochsprung   | 6,23 m                 | Armand Duplantis   | Schweden           | 17. September 2023 |               |       |
| Weitsprung       | 8,74 m (−1,2 m/s)      | Dwight Phillips    | Vereinigte Staaten | 7. Juni 2009       |               |       |
| Dreisprung       | 18,11 m (+0,8 m/s) DLR | Christian Taylor   | Vereinigte Staaten | 27. Mai 2017       |               |       |
| Kugelstoßen      | 23,15 m DLR            | Ryan Crouser       | Vereinigte Staaten | 21. August 2021    |               |       |
| Diskuswurf       | 71,32 m                | Ben Plucknett      | Vereinigte Staaten | 4. Juni 1983       |               |       |
| Hammerwurf       | 82,65 m                | Koji Murofushi     | Japan              | 19. Juni 2004      |               |       |
| Speerwurf        | 89,88 m                | Thomas Röhler      | Deutschland        | 26. Mai 2018       |               |       |

* Als Zwischenergebnis des 1-Meilenlaufes
** Als Zwischenergebnis des 2-Meilenlaufes

### Frauen
| Art              | Rekord               | Athlet                    | Herkunft           | Datum              | Nachweise | Video |
| ---------------- | -------------------- | ------------------------- | ------------------ | ------------------ | --------- | ----- |
| 100 m            | 10,54 (+0,9 m/s) DLR | Elaine Thompson-Herah     | Jamaika            | 21. August 2021    |           |       |
| 200 m            | 21,57 (+0,3 m/s)     | Shericka Jackson          | Jamaika            | 17. September 2023 |           |       |
| 400 m            | 49,34                | Ana Guevara               | Mexiko             | 24. Mai 2003       |           |       |
| 800 m            | 1:54,97              | Athing Mu                 | Vereinigte Staaten | 17. September 2023 |           |       |
| 1000 m           | 2:32,33              | Maria de Lurdes Mutola    | Mosambik           | 1995               |           |       |
| 1500 m           | 3:50,72              | Faith Kipyegon            | Kenia              | 16. September 2023 |           |       |
| 1 Meile          | 4:21,25              | Mary Slaney               | Vereinigte Staaten | 1988               |           |       |
| 2000 m           | 5:31,52              | Vivian Jepkemoi Cheruiyot | Kenia              | 7. Juni 2009       |           |       |
| 3000 m           | 8:18,49 DLR          | Sifan Hassan              | Niederlande        | 30. Juni 2019      |           |       |
| 2 Meilen         | 8:59,08              | Francine Niyonsaba        | Burundi            | 28. Mai 2022       |           |       |
| 5000 m           | 14:00,21 WR          | Gudaf Tsegay              | Äthiopien          | 17. September 2023 |           |       |
| 10.000 m         | 28:54,14 WR          | Beatrice Chebet           | Kenia              | 25. Mai 2024       |           |       |
| 100 m Hürden     | 12,45 (+1,4 m/s)     | Brigitte Foster-Hylton    | Jamaika            | 24. Mai 2003       |           |       |
| 400 m Hürden     | 51,98                | Femke Bol                 | Niederlande        | 17. September 2023 |           |       |
| 3000 m Hindernis | 8:50,66              | Winfred Yavi              | Bahrain            | 16. September 2023 |           |       |
| Hochsprung       | 2,04 m               | Marija Lassizkene         | Russland           | 30. Juni 2019      |           |       |
| Stabhochsprung   | 4,86 m               | Katie Moon                | Vereinigte Staaten | 16. September 2023 |           |       |
| Weitsprung       | 7,31 m               | Marion Jones              | Vereinigte Staaten | 31. Mai 1998       |           |       |
| Dreisprung       | 15,35 m (+1,7 m/s)   | Yulimar Rojas             | Venezuela          | 16. September 2023 |           |       |
| Kugelstoßen      | 20,76 m              | Chase Ealey               | Vereinigte Staaten | 16. September 2023 |           |       |
| Diskuswurf       | 69,32 m              | Sandra Perković           | Kroatien           | 30. Mai 2014       | [ 21 ]    |       |
| Hammerwurf       | 77,76 m DLR          | Camryn Rogers             | Kanada             | 25. Mai 2024       |           |       |
| Speerwurf        | 67,70 m              | Christina Obergföll       | Deutschland        | 31. Mai 2013       | [ 22 ]    |       |